# L'Histoire d'une fée, c'est...
L'Histoire d'une fée, c'est... è il primo singolo dell'album Les mots, il primo "best of" della cantante francese Mylène Farmer, pubblicato il 27 febbraio 2001.
Il successo di Mylène Farmer continua anche dopo l'era ‘' Innamoramento’' e il suo Mylènium Tour: infatti è proprio nei primi mesi del 2001, giusto dopo una nuova vittoria agli Nrj Music Awards”, che incominciano a girare voci su un nuovo album di Mylène per il 2001. Qualche mese dopo fonti ufficiali comunicheranno che il primo best of della Farmer sarebbe uscito nello stesso anno.
Nel frattempo Mylène Farmer viene invitata a partecipare alla colonna sonora del film in uscita '’Les Razmockets à Paris'’, La Farmer preferirà comporre una nuova traccia invece di riciclare una delle sue hit del passato. Compone con Boutonnat ‘'L'histoire d'une fée, c'est…'’, e un frammento del brano sarà inserito nel film.
Accolto in maniera ottimista dai fans, il singolo non beneficerà né di alcun video, né di alcun di remix, ma solo di un supporto che conterrà l'omonima traccia più un instrumentale. Sarà questa scarsa promozione probabilmente che porterà il singolo solo alla nona posizione della classifica dei singoli e farà vendere 75 000 copie.

## Versioni ufficiali
1. L'Histoire d'une fée, c'est... (Single Version) (4:44)
2. L'Histoire d'une fée, c'est... (Album Version) (5:02)
3. L'Histoire d'une fée, c'est... (Instrumental Version) (5:00)
4. L'Histoire d'une fée, c'est... (Live Version 06) (5:008)